# Diplazium giganteum
Diplazium giganteum är en majbräkenväxtart som först beskrevs av John Gilbert Baker och som fick sitt nu gällande namn av Ren-Chang Ching.
Diplazium giganteum ingår i släktet Diplazium och familjen Athyriaceae. Inga underarter finns listade i Catalogue of Life.